# Symphysia tubulifera
Symphysia tubulifera är en ljungväxtart som först beskrevs av Robert Lynch Wilbur och Luteyn, och fick sitt nu gällande namn av Kloet. Symphysia tubulifera ingår i släktet Symphysia och familjen ljungväxter. Inga underarter finns listade i Catalogue of Life.